# Les Chemins de la haute ville
Pour plus de détails, voir Fiche technique et Distribution.
Les Chemins de la haute ville (Room at the Top) est un film britannique de Jack Clayton sorti en 1959, avec Simone Signoret qui remporte pour sa prestation le prix d'interprétation féminine du festival de Cannes 1959, ainsi que l'Oscar de la meilleure actrice lors de la 32e cérémonie des Oscars l'année suivante, étant la première actrice française lauréate de cette récompense.

## Synopsis
De retour de la guerre, Joe Lampton, enfant d'ouvrier d'une petite cité industrielle, trouve un emploi de comptable dans l'administration de la ville voisine. Il s'y trouve vite confronté aux membres des classes sociales aisées qui vivent dans les beaux quartiers de la « haute ville ».
Dans la troupe de théâtre amateur, il est attiré par Susan, fille de l'homme le plus riche de la ville. Mais celle-ci, surveillée de près par sa mère et prisonnière de son milieu social, se révèle pratiquement inaccessible. Une femme plus âgée, Alice, Française mariée depuis plusieurs années avec un notable qu'elle n'aime plus, joue également dans la troupe de théâtre amateur. Il se confie à elle et naît progressivement un amour passionné qu'ils vivent clandestinement. Joe demeure cependant partagé entre son aspiration à l'élévation sociale que lui procurerait Susan, qui finit par céder à ses avances, et l'amour sensuel qu'il vit avec Alice.
Le père de Susan, lui annonçant que sa fille est enceinte, lui impose alors de faire un choix : il accepte de se marier avec Susan et d'entrer dans l'entreprise familiale. L'aveu qu'il fait à Alice de la situation amène celle-ci à boire jusqu'à l'ivresse ; puis elle se tue dans un accident de voiture. Joe, qui se sent responsable de la mort de cette femme qu'il aimait par-dessus tout, se saoule à son tour et est roué de coups par des jeunes du quartier ouvrier. Mais le mariage est cependant célébré quelque temps plus tard en grande pompe. Au moment de prononcer le oui solennel, Joe, sidéré par le destin qui est le sien, hésite un instant avant de répondre au prêtre. Susan essaie de se convaincre que ses larmes sont des larmes de bonheur.

## Fiche technique
Sauf indication contraire, les informations mentionnées dans cette section peuvent être confirmées par la base de données cinématographiques IMDb,  présente dans la section « Liens externes ».
- Titre français : Les Chemins de la haute ville[1]
- Titre original : Room at the Top
- Réalisation : Jack Clayton
- Scénario : Neil Paterson et Mordecai Richler (non crédité), d'après le roman de John Braine
- Production : James Woolf, John Woolf et Raymond Anzarut, pour Woodfall Film Productions
- Musique : Mario Nascimbene
- Photographie : Freddie Francis
- Cadreur : Ronnie Taylor
- Montage : Ralph Kemplen
- Décors : Ralph W. Brinton
- Pays de production :  Royaume-Uni
- Langue de tournage : anglais
- Format : Noir et Blanc - 1,37:1 - mono
- Genre : Drame
- Durée : 115 minutes
- Dates de sortie :
  - 30 mars 1959  États-Unis (New York)
  - 29 mai 1959  France
  - 31 juillet 1959  Allemagne de l'Ouest
- Affiche : Boris Grinsson (France)

## Distribution
- Simone Signoret (VF : Elle-même) : Alice Aisgill
- Laurence Harvey (VF : Hubert Noël) : Joe Lampton
- Heather Sears (VF : Béatrice Jarnac) : Susan Brown
- Donald Wolfit (VF : Michel Gudin) : monsieur Brown
- Ambrosine Phillpotts (VF : Lita Recio) : madame Brown
- Donald Houston (VF : Louis Arbessier) : Charles Soames
- Hermione Baddeley (VF : Sylvie Deniau) : Elspeth
- Allan Cuthbertson : George Aisgill
- Raymond Huntley (VF : Claude Péran) : monsieur Hoylake
- John Westbrook (VF : Gabriel Cattand) : Jack Wales
- Jack Hedley : un architecte
- Derren Nesbitt : le jeune voyou

Acteurs non crédités :
- Miriam Karlin : Gertrude
- Wilfrid Lawson : oncle Nat
- John Moulder-Brown : Urchin

## Production

### Tournage
Les scènes extérieurs du film ont été tournées à Halifax.

## Distinctions

### Récompenses
- Oscars 1960 :
  - Oscar de la meilleure actrice pour Simone Signoret ;
  - Oscar du meilleur scénario adapté pour Neil Paterson.
- BAFTA 1959 :
  - BAFTA du meilleur film britannique ;
  - BAFTA du meilleur film ;
  - BAFTA de la meilleure actrice étrangère pour Simone Signoret.
- Festival de Cannes 1959 : prix d'interprétation féminine pour Simone Signoret[2].
- Golden Globes 1960 : Prix Samuel Goldwyn.
- Prix Jussi (Finlande) 1959 : diplôme du mérite pour une actrice étrangère pour Simone Signoret.
- National Board of Review 1959 : prix de la meilleure actrice pour Simone Signoret.

### Nominations
- Oscars 1960 :
  - nomination à l'Oscar du meilleur acteur pour Laurence Harvey ;
  - nomination à l'Oscar de la meilleure actrice dans un second rôle pour Hermione Baddeley ;
  - nomination à l'Oscar du meilleur réalisateur pour Jack Clayton ;
  - nomination à l'Oscar du meilleur film pour John et James Woolf.
- BAFTA 1959 :
  - nomination au BAFTA du meilleur acteur britannique pour Laurence Harvey ;
  - nomination au BAFTA du meilleur acteur britannique pour Donald Wolfit ;
  - nomination au BAFTA de la meilleure actrice britannique pour Hermione Baddeley ;
  - nomination au BAFTA du meilleur espoir féminin pour Mary Peach.
- Golden Globes 1960 : nomination au prix de la meilleure actrice dans un drame pour Simone Signoret ;
- Laurel Awards 1960 : nomination au le prix de la meilleure actrice dramatique pour Simone Signoret (3e place).

## Suite
Le film a une suite, Les Chemins de la puissance (Life at the Top, 1965) de Ted Kotcheff, avec Laurence Harvey et Jean Simmons.

### Vidéographie
- zone 2 : Les Chemins de la haute ville, Opening, [2008],  (EAN 3-530941-029701) — En supplément de l’édition : Jack Clayton, la révélation, avec les témoignages de Freddie Francis et Neil Sinyard, et Archives : Simone Signoret à Hollywood.